# P大海物語4スペシャル
『P大海物語4スペシャル』（ピーおおうみものがたりフォースペシャル、英: Great Sea Story 4 Special）は、2005年3月14日に三洋物産から発売されたデジパチタイプのパチンコ。

## 機種一覧
| 名称                                                     | 発売          |
| -------------------------------------------------------- | ------------- |
| P大海物語4スペシャル                                     | 2020年12月7日 |
| PA大海物語4スペシャル With アグネス・ラム                | 2021年2月8日  |
| P大海物語4スペシャル BLACK                               | 2021年5月24日 |
| Pまわるん大海物語4スペシャル With アグネス・ラム 119ver. | 2021年8月2日  |

## 概要
『CR大海物語4』の後継機。大海物語シリーズの6作目。2020年12月7日に『P大海物語4スペシャル』が発売された。型式名は「P海物語E」となっている。シリーズ初のb時短（遊タイム）が搭載されている。また、『CRA海物語3R』から登場したMy海カスタムが搭載されている。2R確変が廃止され10Rのみとなった。演出は『CR大海物語4』とほぼ同じである。
2021年2月8日には遊パチタイプの『PA大海物語4スペシャル With アグネス・ラム』が発売された。『CRA大海物語3 With アグネス・ラム』と『CR大海物語4 With アグネス・ラム 遊デジ119ver.』の後継機種で、確率（1/99）は『CRA大海物語3 With アグネス・ラム』を、演出は『CR大海物語4 With アグネス・ラム 遊デジ119ver.』を継承している。『P大海物語4スペシャル』と同じく、遊タイムとMy海カスタムが搭載されている。
2021年5月24日にはライトタイプの『P大海物語4スペシャル BLACK』が発売された。『CR大海物語BLACK ライト』と『CR大海物語4 BLACK』の後継機種である。演出は『CR大海物語4 BLACK』がベースとなっているが、スペックは100%確変突入、ST51回、時短なし、ヘソ落ちなしなど『CR大海物語BLACK』を完全継承している。My海カスタムが搭載されているが、遊タイムは搭載されていない。
2021年8月2日には遊デジタイプの『Pまわるん大海物語4スペシャル With アグネス・ラム 119ver.』が発売された。『PA大海物語4スペシャル With アグネス・ラム』の別スペックであり、『CR大海物語4 With アグネス・ラム 遊デジ119ver.』と同じく119バージョンである。『CRA大海物語3 With アグネス・ラム』と同じくまわるんシステムが採用されている。『CRA大海物語3 With アグネス・ラム』と『CR大海物語4 With アグネス・ラム 遊デジ119ver.』のそれぞれの特徴を継承した機種となっている。大当たりラウンド中と電サポ中は右打ちする仕様になっている。遊タイムとMy海カスタムが搭載されている。『PAスーパー海物語 IN JAPAN2 金富士99バージョン』と同日発売された。

## 図柄
奇数図柄がSUPER LUCKY、偶数図柄がLUCKYと表示される。ミドルタイプでは、奇数図柄が確変大当たり、偶数図柄が通常大当たり（確変昇格の場合あり）となっている。『PA大海物語4スペシャル With アグネス・ラム』と『Pまわるん大海物語4スペシャル With アグネス・ラム 119ver.』では奇数図柄の方がラウンド数と時短回数が多い。『P大海物語4スペシャル BLACK』では奇数図柄の方がラウンド数が多い。その他図柄に関しては各項目を参照。
- 1. タコ
- 2. ハリセンボン
- 3. カメ
- 4. サメ
- 5. エビ
- 6. アンコウ
- 7. シュゴン
- 8. エンゼルフィッシュ
- 9. カニ
- 裏4. サメ
- キングクジラッキー

『P大海物語4スペシャル』、『PA大海物語4スペシャル With アグネス・ラム』、『Pまわるん大海物語4スペシャル With アグネス・ラム 119ver.』に搭載。『PA大海物語4スペシャル With アグネス・ラム』と『Pまわるん大海物語4スペシャル With アグネス・ラム 119ver.』マックスラウンド大当たりとなり、大当たりラウンド終了後は100回の電チューサポートに突入する。GREAT LUCKYと表示される。
- アグネス・ラム

『PA大海物語4スペシャル With アグネス・ラム』と『Pまわるん大海物語4スペシャル With アグネス・ラム 119ver.』に登場したキングクジラッキー図柄の上位図柄。マックスラウンド大当たりとなり、大当たりラウンド終了後はスペシャルアグネスタイムに突入する。GREAT LUCKYと表示される。
- ブラッククジラッキー

『P大海物語4スペシャル BLACK』に搭載。マックスラウンド大当たりとなる。GREAT LUCKYと表示される。

### 大当たり表示とラウンド数
| 機種                                                     | GREAT LUCKY | SUPER LUCKY | LUCKY   |
| -------------------------------------------------------- | ----------- | ----------- | ------- |
| P大海物語4スペシャル                                     | -           | 10R確変     | 10R通常 |
| PA大海物語4スペシャル With アグネス・ラム                | 10R         | 6R          | 4R      |
| P大海物語4スペシャル BLACK                               | 10R         | 5R          | 3R      |
| Pまわるん大海物語4スペシャル With アグネス・ラム 119ver. | 10R         | 6R          | 4R      |

## ステージ解説
ラグーンステージ
シンプルなステージ。
アトランティスステージ
ボタンを使用した演出が楽しめるステージ。
トレジャーステージ
ステップアップ予告が搭載されたステージ。ただし一般的なステップアップ予告とは異なり、リーチ後に発生する。
クリスタルステージ
ビッグバイブと一発告知がメインのステージ。他3つのステージとは違い、魚群が出現すれば大当たり濃厚となっている。
スペシャル魚群探索ゾーン
ウリンチェックから発展する場合があり、突入するとマリンが出現しボタンプッシュを促される。ボタンを押してスペシャル魚群が出現すれば大当たりとなる。
スペシャルアグネスタイム
『PA大海物語4スペシャル With アグネス・ラム』と『Pまわるん大海物語4スペシャル With アグネス・ラム 119ver.』に搭載されているST中の特殊ステージ。ウリンチェック、大当たりラウンド、アグネス・ラム図柄での大当たりから突入し、次回大当たり濃厚となる。点滅保留が大当たりとなり、その手前の保留でも大当たりになる可能性がある。手前で大当たりした場合にはスペシャルアグネスタイム継続となり、点滅保留で大当たりするまで続く仕様になっている。
『CRA大海物語2 With アグネス・ラム』及び『CRA大海物語3 With アグネス・ラム』の保留連チャン示唆演出に該当する。
ブラックパールゾーン
『P大海物語4スペシャル BLACK』のSTの1回転目から10回転または20回転目に搭載されている特殊ステージ。リーチが掛かると大当たり濃厚となる。
カウントダウンゾーン
『P大海物語4スペシャル BLACK』のSTの41回転目から50回転目に搭載されている特殊ステージ。アトランティスステージのようなボタンを使用した演出のステージとなっている。

## 予告演出
予告なし
リーチ成立直後に演出が起こらないこと。ノーマルリーチ発展濃厚となる。
泡予告
ラグーンステージ、アトランティスステージ、トレジャーステージ専用演出。
リーチ成立直後に画面下部から泡が発生する演出。スーパーリーチに発展する可能性がある。
大泡予告
ラグーンステージ専用演出。
リーチ成立直後に画面下部から通常よりも大きな泡が発生する演出。ノーマルリーチ発展濃厚となり、大当たりまたは半コマズレのハズレとなる（半コマズレ停止でも再始動する場合がある）。スーパーリーチに発展した場合は、法則崩れにより大当たり濃厚となる。
魚群予告
リーチ成立直後に画面右側から魚群が通過する演出。期待度が高い演出であり、スーパーリーチ発展濃厚となる。ノーマルリーチに発展した場合は、法則崩れにより大当たり濃厚となる。ミドルタイプの確変中に発生して大当たりした場合は確変大当たり濃厚となる。
クリスタルステージでは、スーパーリーチ発展後に画面右から魚群が通過する演出となっている。他の3ステージと比べると発生確率が格段に低く、発生した場合は大当たり濃厚となる。
イルカ予告
アトランティスステージ専用演出。
リーチ成立直後にイルカが画面に出現する演出。スーパーリーチに発展する可能性があるイルカの代わりにシャチが通過した場合はスーパーリーチ発展濃厚となる。クジラまたは金色のイルカが通過した場合は大当たり濃厚となる。イルカが画面に現れた際にボタンを押すと、イルカが助走なしで画面から消える場合がある。その際は大泡予告相当であり、ノーマルリーチ発展濃厚となり大当たりまたは半コマズレのハズレとなる（半コマズレ停止でも再始動する場合もある）。
ステップアップ予告
トレジャーステージ専用演出。
リーチ成立時に4段階のステップが発生する演出。
ステップ1はリーチ成立時に泡音が鳴る。滑り予告場合、滑ると同時に泡音が発生する。泡音が発生せずにリーチが掛かった場合は大泡予告相当となり、ノーマルリーチ発展濃厚となり大当たりまたは半コマズレのハズレとなる（半コマズレ停止でも再始動する場合もある）。
ステップ2はリーチ成立直後に泡が発生する。泡が発生しなかった場合はノーマルリーチ濃厚となる。
ステップ3はステップ2の泡演出の直後にクラゲが発生する。ステップ3が発生した時点でスーパーリーチ発展濃厚となる。赤いクラゲが出現すれば大当たり濃厚となる。
ステップ4はスーパーリーチ発展時に画面タッチを促される。画面をタッチするとクラゲまたは魚群が出現する。魚群が出現すれば期待度が高くなる。赤いクラゲが出現すれば大当たり濃厚となる。
降りもの予告
クリスタルステージ専用演出。
リーチ成立直後にクリスタルが降り注ぐ演出。クリスタルが大きいとスーパーリーチに発展する可能性がある。ネッシィの形をしたカラフルなクリスタルが降り注ぐと大当たり濃厚となる。
リーチ後ボタン予告
クリスタルステージ専用演出。
リーチ成立直後にボタンを押した時に振動が発生する演出。遅れ連打震えの場合は期待度が高く、3・3・7拍子での震えは大当たり濃厚となる。
ネッシィビジョン予告
クリスタルステージ専用予告。
スーパーリーチ発展直前にネッシィが画面に出現して咆哮する演出。いかずちリーチに発展する。
滑り予告
下段図柄が効果音とともに半コマ進みあるいは半コマ戻ってリーチがかかる演出。
連続滑り予告
保留内で2回転続いて滑り予告が発生する演出。2回目の滑り予告が発生した時点でその変動での大当たりが濃厚となる。
遅れ予告
BGMやボイスが通常より始まりが遅れる違和感演出。変動開始時にBGMの始まりが遅れる、リーチ成立の際にマリンのボイスが通常より遅れるなどがある。
ぶるぶるチェンジ
ラグーンステージ、アトランティスステージ、トレジャーステージ専用演出。
ビッグバイブとともに様々な変化が発生する演出。4つのパターンが存在する。
魚群に変化
泡予告が発生した際に、ビッグバイブが発生し魚群予告に変化する演出。トレジャーステージでは、ステップアップ予告のステップ4でクラゲが出現するした際に、ビッグバイブが発生し魚群に変化する場合がある。
非テンパイからテンパイに変化
非テンパイ時（下段が半コマズレ）にビッグバイブが発生し、リーチが成立する演出。
偶数図柄リーチから奇数図柄リーチに変化
偶数図柄でのリーチが発生した際、スーパーリーチに発展した直後にビッグバイブが発生し奇数図柄に変化する演出。
テンパイ図柄変化
スーパーリーチに発展した際にビッグバイブが発生し、上下段のテンパイ図柄の目が炎目またはハート目に変化する演出。
魚群シルエット予告
『PA大海物語4スペシャル With アグネス・ラム』と『Pまわるん大海物語4スペシャル With アグネス・ラム 119ver.』に搭載。スペシャルアグネスタイム及びアグネス遊タイム専用演出。
リーチ成立時に背景に魚群のシルエットが映し出される演出。シルエットの数が多いと大当たり濃厚となる。

## 保留先読み予告
泡前兆予告
チャンス目（同一図柄が非テンパイ形で液晶画面内に3つ停止）が停止する演出。連続するほど期待度が高くなる。3回連続で発生するとリーチ成立濃厚となる。4回以上連続で発生した場合や泡がレインボー柄の場合は確変大当たり濃厚となる。
ラグーンステージとクリスタルステージで発生した場合はリーチ成立濃厚となる。
図柄ナビ予告
泡前兆予告が発生した次の変動の際にボタンを押すと、次に止まる図柄のシルエットが表示される演出。通常は上段または下段に出現する。中段に出現すると再度泡前兆予告が発生するか、リーチ成立して大当たり濃厚となる。
シルエット出現と同じタイミングでマリンが出現する場合もあり、マリンのアクションで期待度が変化する。マリンがキョロキョロするまたは驚くのが通常の演出で、クマノミと共に出現すると魚群予告発展濃厚、ピースサインをすると大当たり濃厚となる。
リーチ後泡前兆予告
リーチ成立直後に中段図柄が停止し泡前兆が発生する演出。連続するほど期待度が高くなる。
チャンス目前兆予告
『P大海物語4スペシャル BLACK』に搭載。ブラックパールゾーン専用演出。
チャンス目（同一図柄が非テンパイ形で液晶画面内に3つ停止）が停止し、ブラックパールからオーラが発生し効果音が鳴る演出。発生すると次変動は下段煽り予告が発生濃厚となる。
サイレント疑似連
変動停止の際に、図柄の動きが止まらないまま次の変動に移行する演出。この演出が発生した際は保留が消化されない。
図柄停止予告
図柄が停止する際、不自然に滑って進んだり戻ったりして停止する演出。下段図柄の滑りまたは戻り、中段図柄滑りまたは戻り、上下段同時停止の3種類がある。図柄が滑って停止して泡前兆予告が発生する場合もある。
停止順変化予告
通常は上段、下段、中段の順番で図柄が停止するが、それ以外の順番で停止する演出。
変動順変化予告
変動開始時の図柄の変動方向と変動順が通常とは異なる演出。
リーチ連続予告
リーチ成立後すぐに中段図柄が停止してすぐに次の変動が開始する演出。
カウントダウン予告
変動開始時にマリン及び数字が出現しカウントダウンが始まる演出。基本的に「3」から始まり「0」になるとタッチチャンスが発生する。カウントダウンが「4」以上から始まった場合や、「0」に到達する前にリーチが成立した場合は大当たり濃厚となる。
シルエットステージチェンジ予告
変動中にステージチェンジをした際に、画面中心にマリンの顔のシルエットが映し出される演出。発生するとスーパーリーチ濃厚となる。シルエットの色が赤色の場合は期待度が上がり、マリンの代わりにクジラッキーのシルエットが映し出されたら大当たり濃厚となる。
ウリンチェック
通常変動中に保留が8個溜まると発生することがある演出。発生する場合は、保留が8個溜まったと同時に「保留満タン」と書かれた看板が画面右下から出現する。ウリンと8個の宝箱が画面下部に出現し、変動ごとに宝箱が1つずつ開く。宝箱の中からはクマノミやそのステージ専用予告のアイテムが出現する。クマノミが出現すると、宝箱の左側にいるウリンの周りに集まり、集まった数が多いほど期待度が高くなる。3匹集まるとリーチ成立濃厚となる。稀に帯が入っていることもあり、出現するとスペシャル魚群探索ゾーンに移行する。アグネスシリーズのみアグネス・ラム柄の帯が出現することもあり、出現するとスペシャルアグネスタイムに移行する。
強風予告
クリスタルステージ専用演出。
変動開始時、強風が吹いて図柄のスタートが遅れる演出。3回連続で発生すると期待度が高くなる。
オーラ変化予告
クリスタルステージ専用演出。
画面中央のクリスタルの周りにオーラが発生する演出。期待度はオーラの強さによって変化する。
クリスタル前兆予告
クリスタルステージ専用演出。
変動中の背景に浮遊しているクリスタルの数が増えている演出。クリスタルの色によって期待度が変化する。
変動開始順予告
クリスタルステージ専用演出。
変動開始時に図柄がそれぞれ別々のタイミングで動き出す演出。
天候予告
クリスタルステージ専用演出。
チャンス目停止等で発生する。くもり、大雨、嵐、雨上がりの4種類がある。くもりはリーチ成立濃厚、大雨はスーパーリーチ濃厚、嵐と雨上がりはクリスタルスリーチ発展濃厚となる。
ネッシィ予告
クリスタルステージ専用演出。
ネッシィが出現し、期待度はネッシィの周りを包むオーラの色によって変化する。
クリスタルヒビ割れ予告
クリスタルステージ専用演出。
チャンス目が停止することによりクリスタルにヒビが入る。全部で3段階あり、1段階でリーチ成立濃厚、2段階及び3段階はスーパーリーチ発展濃厚となる。最終的にクリスタルが割れれば大当たりとなる。
満月予告
クリスタルステージの確変中専用演出。チャンス目、順目、逆順目が停止することにより発生する。
画面左上の三日月が満月に変化する演出。赤満月の場合は期待度が高くなる。
キャラ通過予告
『P大海物語4スペシャル BLACK』に搭載。ブラックパールゾーン専用演出。
変動中にキャラクターが通過する演出。イカ、イカの群れ、マンボウ、ウミガメ、ジンベイザメの順番で期待度が高くなる。
テンパイ煽り予告
『P大海物語4スペシャル BLACK』に搭載。ブラックパールゾーン専用演出。
上段図柄停止後に下段図柄がすぐに止まらずリーチ成立を煽る演出。ダブルリーチ煽りだと期待度が高くなり、リーチが成立すると大当たり濃厚となる。煽り中にボタンを長押しすると図柄の目に変化が起きる場合があり、目が大きくなる、炎目の順に期待度が高くなる。
ブランク図柄変化予告
『P大海物語4スペシャル BLACK』に搭載。ブラックパールゾーン専用演出。
変動停止時にブランク図柄が画面中央に集まりボタンができてプッシュを促される演出。ブランク図柄の数が多いほどボタンが完成する期待度が高くなる。
チャンスボタン予告
『P大海物語4スペシャル BLACK』に搭載。ブラックパールゾーン専用演出。
変動中に画面にボタンが出現し、プッシュするとブラックパールに文字が映し出される演出。文字によって期待度が変化し、CHANCE、BLACK、激熱の順番で期待度が高くなる。文字が出ないでブラックパールが発光すると大当たり濃厚となる。
変動開始時アクション予告
『P大海物語4スペシャル BLACK』に搭載。ブラックパールゾーン専用演出。
変動開始時に図柄が大きくなる演出。
シャチ滑り予告
『P大海物語4スペシャル BLACK』に搭載。ブラックパールゾーン専用演出。
テンパイ煽り予告の際に画面右側からシャチが出現し、2回目の煽りを発生させる演出。
保留点滅予告
『P大海物語4スペシャル BLACK』に搭載。
効果音が発生して画面下部の保留ランプが点滅する演出。スーパーリーチ濃厚となる。

## チャンスボタン演出
ブレーキアクション
リーチ後から図柄停止までの間にボタンを押すと、変動中の中段図柄が反応しブレーキアクションをする演出。中段図柄の目が大きくなると期待度がやや高くなる。炎目になると期待度がさらに高くなり、ハート目になると奇数図柄での大当たり濃厚となる。
奇数昇格演出
偶数図柄が揃って昇格スクロールが発生する直前にボタンを押すと8代目ミスマリンちゃん（『PA大海物語4スペシャル With アグネス・ラム』と『Pまわるん大海物語4スペシャル With アグネス・ラム 119ver.』ではアグネス・ラム）がカットインされる演出。この演出が発生すると、大当たりラウンド中のBGMが条件を満たしていなくてもプレミアムソングが全曲開放となる。
図柄アクション予告
リーチが成立した際に画面をタッチ（十字キーの中央ボタンでも可）すると図柄が動き、アイコンを表示させる演出。アイコンは星、エクスクラメーションマーク、音符、魚群、ハートの5種類があり、音符の場合はスーパーリーチ発展濃厚（ノーマルリーチに発展した場合は大当たりまたは半コマズレ）、魚群の場合は魚群出現濃厚、ハートの場合は大当たり濃厚となる。
裏ボタン演出
ラグーンステージ、アトランティスステージ、トレジャーステージ専用演出。
スーパーリーチが発生した際に十字キーの中央ボタンを押すと出現する演出。
珊瑚礁リーチ発生の際に押すと珊瑚礁の周りに魚が出現する。クマノミが出現すると期待度が高くなる。ネッシィが出現するすると大当たり濃厚となる。
女神像リーチ発生の際に押すと女神像が背中を向け、イルカの彫刻、クマノミの彫刻、クジラッキーの彫刻のいずれかが出現する。クマノミの彫刻だと期待度が高くなる。クジラッキーの彫刻だと大当たり濃厚となる。
宝の山リーチ発生の際に押すと山が崩れる。山が崩れた際にクマノミが出現すると期待度が高くなる。骸骨船長が出現すると大当たり濃厚となる。
黒潮リーチ発生の際に押すと、図柄のミニキャラまたはクマノミが出現する。クマノミが出現した場合は期待度が高くなる。図柄のミニキャラの場合、リーチ図柄と一致していれば大当たり濃厚となる。クジラッキーまたはクジラブリーの場合も大当たり濃厚となる。
マリンちゃんリーチ発生の際に押すと、マリンが手を振る、手を早く振る、ウィンク、ピースサインのいずれかが発生する。ウィンクの場合は期待度が高くなる。ピースサインの場合は大当たり濃厚となる。

## リーチ演出
ノーマルリーチ
特に何も起こらないリーチ演出。期待度は低い。シングルリーチ及びダブルリーチのどちらからも発展する。通常時に半コマズレ停止をすると再始動が発生する可能性が高くなっている。ST中は期待度が高くなっており、大当たりまたは半コマズレのハズレとなる（半コマズレ停止でも再始動する場合がある）。
珊瑚礁リーチ
ラグーンステージ専用演出。
シングルリーチから発展し、画面下部から珊瑚礁が出現する演出。珊瑚礁の高さが通常よりも高い場合は期待度が高くなる。
女神像リーチ
アトランティスステージ専用演出。
シングルリーチから発展し、画面下部から女神像が出現する演出。女神像の高さが通常よりも高い場合は期待度が高くなる。
宝の山リーチ
トレジャーステージ専用演出。
シングルリーチから発展し、画面下部から宝の山が出現する演出。宝の山の高さが通常よりも高い場合は期待度が高くなる。
黒潮リーチ
シングルリーチから発展し、画面に黒潮が流れる演出。黒潮の流れが通常より速い場合は期待度が高くなる。
トレジャーSPリーチ
『P大海物語4スペシャル BLACK』に搭載。カウントダウンゾーン専用演出。
画面に黒潮の流れが発生し、ボタンプッシュまたは画面タッチを促される演出。画面タッチを促されるた場合は期待度が高くなる。
マリンちゃんリーチ
ラグーンステージ、アトランティスステージ、トレジャーステージ専用演出。
ダブルリーチから発展し、画面上部からマリンが登場する演出。ステージによってマリンの水着が異なる。期待度は予告により変化する。
ラグーンステージ及びアトランティスステージでは、マリンの指の間隔が通常より広いと期待度が高くなる。
トレジャーステージでは、フレームの色がオレンジ及びフレーム内の三角のマークが赤色に変化した場合は期待度が高くなる。
押しボタン演出
アトランティスステージ専用演出。
スーパーリーチに発展した際に画面にボタンアイコンが出現し、ボタンプッシュを促される演出。押すと泡または魚群が出現する。
クリスタルリーチ
クリスタルステージ専用演出。
クリスタルにひびが入り、ボタンプッシュを促される演出。ボタンプッシュが促されない場合もある。期待度はボタン演出によって変化する（ボタン無しは通常、連打はチャンス、一発押しは大チャンス）。クリスタルが割れれば大当たり濃厚となる。
いかずちリーチ
クリスタルステージ専用選出。
ネッシィビジョン予告の後に発生する。背景にいかずちが鳴り響き、ボタンプッシュを促される演出。ボタンを押してパールフラッシュが鳴れば大当たり濃厚となる。期待度はボタン演出によって変化する（通常は大チャンス、レインボーボタン及びボタン表示無しは大当たり濃厚）。
タッチチャンス
チャンス目（同一図柄が非テンパイ形で液晶画面内に3つ停止）が停止し泡前兆予告が発生しなかった時、カウントダウン予告が0になった時、変動開始直後、ノーマルリーチのいずれかから発生することがある。マリンが登場し強制的に奇数図柄でのシングルリーチが成立し、画面タッチを促される。画面をタッチすると奇数図柄での大当たりまたはハズレとなる。通常時に発生した場合は大当たり濃厚となる。
ぶるぶるチャンス
左上・右上・中央・左下・右下の順にハリセンボン・タコ・カメ・サメ・エビが停止すると必ず発生する。ウリンが登場し、ボタンを長押ししてパールフラッシュが鳴ると奇数大当たりとなる。
プルメリアリーチ
『PA大海物語4スペシャル With アグネス・ラム』と『Pまわるん大海物語4スペシャル With アグネス・ラム 119ver.』に搭載。スペシャルアグネスタイム専用演出。
プルメリアの花が流れるリーチ。通常は白い花だが、赤い花が出現すれば大当たり濃厚となる。

## プレミアム演出
泡系プレミアム
泡予告に関するプレミアム演出。数種類存在する。
ネッシィ泡
ネッシィが入った泡が出現する演出。
超泡
泡が途切れずに図柄が揃うまで出現し続ける演出。
クジラッキー泡
クジラッキーが入った泡が出現する演出。
レインボー泡
レインボー色の泡が出現する演出。
泡&魚群予告
泡予告が発生した直後に魚群予告が発生する演出。
V字泡
Vの字をかたどった泡が出現する演出。
クジラブリー泡
クジラッキーが入った泡とクジラブリーが出現する演出。
ミスマリン泡
8代目ミスマリンちゃんが入った泡が出現する演出。
メガ泡
大泡よりさらに大きい泡が出現する演出。
魚群系プレミアム
魚群予告に関するプレミアム演出。数種類存在する。
赤魚群
赤魚群（実際には赤色と紫色が混ざったような魚群）が出現する演出。後述のサム系プレミアムに発展する。
超魚群
魚群が途切れずに図柄が揃うまで出現し続ける演出。
逆魚群
画面左側から魚群が出現する演出。通常は画面右側から出現する。
スパイラル魚群
魚群がスパイラル状に流れる演出。
魚群&クジラッキー
魚群と一緒にクジラッキーが出現する演出。
クマノミ魚群
紫色のクマノミのみで構成された魚群が出現する演出。
前面魚群
魚群が図柄の前面を流れる演出。通常は図柄の後ろを流れる。
回転魚群
魚群が回転する演出。
ぎっしり魚群
画面の背景が見えなくなるほどの魚群が出現する演出。
魚群&リーチ図柄
魚群の最後尾にリーチ図柄が1体出現する演出。
クジラッキー群
魚群の代わりにクジラッキーの群れが出現する演出。
V字魚群
黄色の魚がV字になって出現する演出。
メガ魚群
巨大な魚の群れが出現する演出。
旧魚群
初代『海物語』に登場したドットの魚群が出現する演出。
スロー魚群
魚群が通常よりも遅い動きで流れる演出。
ネッシィ魚群
魚群と一緒にネッシィが出現する演出。
ミニ魚群
小さな魚の群れが出現する演出。
一時停止魚群
魚群が流れる際に一時停止する演出。
スペシャル魚群
スペシャル魚群探索ゾーン専用演出。
画面奥から画面左側へと光を放つ巨大な魚群が流れる演出。
アグネス魚群
『PA大海物語4スペシャル With アグネス・ラム』と『Pまわるん大海物語4スペシャル With アグネス・ラム 119ver.』のスペシャルアグネスタイム及びアグネス遊タイム専用演出。
アグネス・ラムの写真が混じったスペシャル魚群が出現する演出。
サム系プレミアム
各スーパーリーチ中にサムが出現すれば奇数図柄での大当たりが濃厚となる。『PA大海物語4スペシャル With アグネス・ラム』、『P大海物語4スペシャル BLACK』、『Pまわるん大海物語4スペシャル With アグネス・ラム 119ver.』では10ラウンド大当たり濃厚となる。
マッスル珊瑚礁リーチ
ラグーンステージ専用演出。
シングルリーチから発展する。珊瑚礁リーチが発生した際に、サムが画面下部から珊瑚礁を持ち上げて登場する。
マッスル女神像リーチ
アトランティスステージ専用演出。
シングルリーチから発展する。女神像リーチが発生した際に、サムが画面下部から女神像を持ち上げて登場する。
ガイコツ船長リーチ
トレジャーステージ専用演出。
シングルリーチから発展する。宝の山リーチが発生した際に、宝の山が回転しガイコツ船長が登場する。サムは登場しないが、便宜上サム系に分類される。
ダイビングリーチ
シングルリーチから発展する。黒潮リーチが発生した際に、画面右側からサムが泳いで登場する。
ポージングリーチ
ラグーンステージ及びアトランティスステージ専用演出。
ダブルリーチから発展し、マリンの代わりにサムが画面上部から登場する。
プレミアムシャッターチャンスリーチ
トレジャーステージ専用演出。
ダブルリーチから発展し、マリンの代わりにサムが水中カメラを持って画面上部から登場する。
枠外プレミアム
図柄が枠外で揃った場合、効果音の後に図柄が枠内に移動し大当たりとなる演出。必ず発生する訳ではない。
枠上プレミアム
中段図柄と下段図柄が同じ図柄で停止した際、全図柄が上方向に移動して図柄が揃った状態で戻る演出。
枠下プレミアム
中段図柄と上段図柄が同じ図柄で停止した際、全図柄が下方向に移動して図柄が揃った状態で戻る演出。
ボイスプレミアム
変動開始時などにマリン、ワリン、ウリン、サム、8代目ミスマリンちゃんのいずれかのボイスが流れる演出。
サウンドプレミアム
変動音が『海物語』のものに変化する演出。
クジラプレミアム
リーチ成立時、巨大なクジラが出現する演出。
最長突破当たり
ロングリーチから発展する。機種によって発展する演出が異なる。
『P大海物語4スペシャル』では、ノーマルリーチ経由の場合はマリンが登場した後にパールフラッシュが発生し確変大当たりとなる。スーパーリーチ経由の場合はパールフラッシュが発生し確変大当たりとなる。
『PA大海物語4スペシャル With アグネス・ラム』と『Pまわるん大海物語4スペシャル With アグネス・ラム 119ver.』ではアグネス ・ラム全回転に発展する。
『P大海物語4スペシャル BLACK』では骸骨船長クラッシュに発展する。
3・4・1図柄停止
中央列に3・4・1図柄が停止する演出。発生すると大当たり濃厚となる。
ボタンアイコン変化プレミアム
アトランティスステージ及びクリスタルステージ専用演出。
スーパーリーチ発展時に表示されるボタンアイコンがパールボタンに変化する演出。
ミスマリンカットイン
『P大海物語4スペシャル』と『P大海物語4スペシャル BLACK』に搭載。
リーチ成立直後に8代目ミスマリンちゃん（チェルシーリナ、鈴川亜美、宮沢セイラ）がカットインされる演出。
アグネス・ラムカットイン
『PA大海物語4スペシャル With アグネス・ラム』と『Pまわるん大海物語4スペシャル With アグネス・ラム 119ver.』に搭載。
リーチ成立直後にアグネス・ラムがカットインされる演出。
ビタ止まり
リーチ成立中に中段の図柄が壁にぶつかったかのように停止して大当たりになる演出。
裏サメ停止
1図柄と9図柄のダブルリーチの際に中段の中央に裏4が停止する演出。停止すると再始動が発生し、1図柄か9図柄のどちらかでの大当たりとなる。
逆変動
図柄が左側から右側に変動する演出。通常は右側から左側に変動する。
上下段図柄逆変動
変動開始時、上段図柄と下段図柄が左側から右側に変動する演出。
中段図柄逆変動
リーチ成立時、中段図柄が左側から右側に変動する演出。
オール当たりプレミアム
ノーマルリーチ発展時、中段の図柄が全てリーチ図柄に変化する演出。
全回転リーチ
全図柄が揃った状態で変動する演出。図柄が停止する際は、通常は上段・下段・中段の順番で停止するが、全図柄が揃った状態で停止する。
変動全回転
回転開始時から図柄が3つ揃った状態で変動する演出。7図柄が停止する。
タッチ全回転
変動中に画面がブラックアウトし、画面タッチを促され全回転が発生する演出。奇数図柄での大当たりが濃厚となる。ぶるぶる演出が発生してからブラックアウトが起きて発展する。発生した際に「海物語 〜Go!Go! SEA STORY〜 セカンドシーズン」がBGMとして使用されている。
アグネス・ラム全回転
『PA大海物語4スペシャル With アグネス・ラム』と『Pまわるん大海物語4スペシャル With アグネス・ラム 119ver.』に搭載。
3・4・1図柄停止やロングリーチから発展する。一発告知とともにアグネス・ラムの映像が背景に流れて全図柄が揃った状態で変動する演出。キングクジラッキー図柄またはアグネス・ラム図柄での大当たりが濃厚となる。「夏色 〜Touch My Heart〜」がBGMとして使用されている。
ブランク図柄クジラッキープレミアム
リーチ成立時、中段のブランク図柄がクジラッキーに変化する演出。クジラブリーと一緒に登場する場合もあるがどちらも大当たり濃厚となる。
リベンジプレミアム
半コマズレハズレ時、直後に画面に映っている全図柄の表情が変化し、中段の図柄が動いて大当たりになる演出。
空動き告知
変動中にパールランプがかすかに動く演出。
背景キャラ通過予告
ラグーンステージ専用演出。
変動中に潜水艦、クジラッキー、クジラッキー&クジラブリー、サムのいずれかが通過する演出。サムが通過した場合はサム系プレミアムに発展する。
突当たり
リーチが成立したが、リーチ成立を知らせるのボイスが流れずそのまま大当たりになる演出。
オール同図柄プレミアム
変動停止時、上段・中段・下段それぞれに同じ図柄が3つずつ停止する演出。合計で9個出現する。
親子図柄変化プレミアム
リーチ成立時、リーチになった上段図柄と下段図柄、中段の全ての図柄が親子図柄（2図柄、7図柄、8図柄）と単体図柄（1図柄、3図柄、4図柄、5図柄、6図柄、9図柄）が入れ替わる演出。
ドデカ図柄
リーチ成立時、中段に巨大化したリーチ図柄が専用の効果音とともに出現する演出。
初代海物語リーチ
珊瑚礁リーチ及びマリンちゃんリーチが、初代『海物語』のグラフィックに変化する演出。
即当たり
リーチ成立直後に全図柄がバウンドストップして大当たりになる演出。
タッチアイコン変化プレミアム
タッチアイコンに表示されている手の形がピースサインに変化する演出。
ブラックアウトプレミアム
変動中に突如ブラックアウトが発生しボタンプッシュを促される演出。ボタンを押すとパールフラッシュが発生し奇数図柄での大当たりとなる。
キングクジラッキーリーチ
『P大海物語4スペシャル』、『PA大海物語4スペシャル With アグネス・ラム』、『Pまわるん大海物語4スペシャル With アグネス・ラム 119ver.』に搭載。
キングクジラッキー図柄がリーチになる演出。発展した時点でマックスラウンド大当たり（ミドルタイプでは確変大当たり）が濃厚となる。
ブラッククジラッキーリーチ
『P大海物語4スペシャル BLACK』に搭載。
ブラッククジラッキー図柄がリーチになる演出。発展した時点でマックスラウンドでの大当たりが濃厚となる。
アグネス・ラム図柄リーチ
『PA大海物語4スペシャル With アグネス・ラム』と『Pまわるん大海物語4スペシャル With アグネス・ラム 119ver.』に搭載。
アグネス・ラム図柄がリーチになる演出。通常図柄がぶるぶるチェンジでアグネス・ラム図柄に変化するなどから発展する。「『だいすき』って気持ち」のサビの部分がBGMとして使用されている。発展するとアグネス・ラム図柄での大当たりが濃厚となる。
キングクジラッキー図柄昇格スクロール
『P大海物語4スペシャル』、『PA大海物語4スペシャル With アグネス・ラム』、『Pまわるん大海物語4スペシャル With アグネス・ラム 119ver.』に搭載。
通常図柄で大当たりした直後に、図柄が高速に動き出してキングクジラッキー図柄に昇格する演出。
アグネス・ラム図柄昇格スクロール
『PA大海物語4スペシャル With アグネス・ラム』と『Pまわるん大海物語4スペシャル With アグネス・ラム 119ver.』に搭載。
通常図柄で大当たりした直後に、図柄が高速に動き出してアグネス・ラム図柄に昇格する演出。
入れ替わりプレミアム
6図柄の数字が反転して9図柄に変化する演出。3つのパターンがある。
中図柄回転
9図柄のシングルリーチの際に中段に6図柄が停止して、中段の6図柄の数字が反転して9図柄に変化して大当たりになる演出。
上下図柄回転
6図柄のシングルリーチの際に中段に9図柄が停止して、上段と下段の6図柄の数字が反転して9図柄に変化して大当たりになる演出。
リーチ図柄回転
6図柄のシングルリーチの際に発生し、上段と下段の数字が反転して9図柄のリーチに変化する。
背景矛盾演出
『PA大海物語4スペシャル With アグネス・ラム』と『Pまわるん大海物語4スペシャル With アグネス・ラム 119ver.』に搭載。
STが決められた回数の消化が終わっても時短に移行せず、そのままSTが続く演出。
変動中アグネス・ラムカットイン
『PA大海物語4スペシャル With アグネス・ラム』と『Pまわるん大海物語4スペシャル With アグネス・ラム 119ver.』に搭載。
変動中に画面タッチでアグネス・ラムがカットインされる演出。
アグネス・ラム前兆予告
『PA大海物語4スペシャル With アグネス・ラム』と『Pまわるん大海物語4スペシャル With アグネス・ラム 119ver.』に搭載。電サポ中専用演出。
変動中にアグネス・ラムの映像が流れる演出。「『だいすき』って気持ち 〜君にはナイショVer.〜」がBGMとして使用されている。
骸骨船長クラッシュ
『P大海物語4スペシャル BLACK』に搭載。
リーチ成立し図柄が停止しないと骸骨船長が登場する演出。発生すると骸骨船長がブラックパールフラッシュを鳴らし、マックスラウンド大当たりに突入する。
ぶるぶるチェンジ予告
『P大海物語4スペシャル BLACK』に搭載。ブラックパールゾーン専用演出。
変動停止時に図柄が震えてブラックアウトが発生する演出。10ラウンド大当たり濃厚となる。

## 大当たりラウンド演出

### 大当たりラウンド突入前
オープニング時アグネスチャンス
『PA大海物語4スペシャル With アグネス・ラム』と『Pまわるん大海物語4スペシャル With アグネス・ラム 119ver.』に搭載。
大当たりのオープニング時にアグネス・ラムのサインが表示される演出。保留ランプが点滅し、大当たりラウンド終了後はスペシャルアグネスタイムに突入する。
ブラックパールチャンス
『P大海物語4スペシャル BLACK』に搭載。
図柄が揃った直後に突入する昇格演出。図柄が吸い込まれ扉が出現し、ボタンプッシュを促される。プッシュすると偶数図柄、奇数図柄、ブラッククジラッキー図柄のいずれかが出現する。金扉、銀扉、銅扉のいずれかが出現し、金扉はブラッククジラッキー図柄濃厚、銀扉は奇数図柄以上濃厚となっている。

### 大当たりラウンド中
ブラックアウト
『P大海物語4スペシャル』に搭載。ラグーンステージ専用演出。
通常大当たりのラウンド中に発生する昇格演出。ラウンド中に突如ブラックアウトが発生しパールフラッシュが鳴る。発生した時点で確変大当たりとなる。
パールチャンス
『P大海物語4スペシャル』に搭載。アトランティスステージ専用演出。
通常大当たりのラウンド中に発生する昇格演出。マリンが出現しボタンの長押しを促される。パールフラッシュが鳴れば確変大当たりとなる。
ラブリーチャンス
『P大海物語4スペシャル』に搭載。トレジャーステージ専用演出。
通常大当たりのラウンド中に発生する昇格演出。マリンが出現し画面タッチが促される。パールフラッシュが鳴れば確変大当たりとなる。通常は7ラウンド目に発生するが、それ以外のラウンドで発生すると昇格濃厚となる。
ネッシィビジョン
『P大海物語4スペシャル』に搭載。クリスタルステージ専用演出。
通常大当たりのラウンド中に発生する昇格演出。ラウンド中にネッシィが出現しパールフラッシュが鳴る。発生した時点で確変大当たりとなる。
パールフラッシュチャンス
『PA大海物語4スペシャル With アグネス・ラム』と『Pまわるん大海物語4スペシャル With アグネス・ラム 119ver.』に搭載。
大当たりラウンド中にパールフラッシュが発生しアグネス・ラムがカットインされる昇格演出。発生すると10ラウンド大当たりに昇格する。
ブラックパールフラッシュチャンス
『P大海物語4スペシャル BLACK』に搭載。
大当たりラウンド中にブラックパールフラッシュが発生し8代目ミスマリンちゃんがカットインされる昇格演出。発生すると10ラウンド大当たりに昇格する。
大当たりラウンド中アグネスチャンス
『PA大海物語4スペシャル With アグネス・ラム』と『Pまわるん大海物語4スペシャル With アグネス・ラム 119ver.』に搭載。
大当たりラウンド中にアグネス・ラムのサインが表示される演出。保留ランプが点滅し、大当たりラウンド終了後はスペシャルアグネスタイムに突入する。

### 大当たりラウンド終了後
エンディングチャンス
『P大海物語4スペシャル』に搭載。
通常大当たり時のエンディング画面で確変が告知される演出。
「いつものラウンド」の場合は、エンディング画面で「もう1回」の文字とともにサムが登場して告知される。
その他の楽曲を選択した場合は、エンディング画面で「もう1回」の文字とともに8代目ミスマリンちゃんのカットインが発生して告知される。
金魚群
大当たりラウンド終了後のエンディング画面で金魚群が出現する演出。保留内で奇数図柄揃いの大当たりが濃厚となる。
ボタンプッシュ予告
大当たりラウンド終了後のエンディング画面でボタンプッシュが促される演出。ボタンを押すと金魚群が出現する。
背景変化
偶数図柄揃いの大当たりでいつものラウンドのエンディング画面での背景に変化が起こる演出。水面が光っている場合は確変昇格の期待度が高くなる。
エンディング時アグネスチャンス
『PA大海物語4スペシャル With アグネス・ラム』と『Pまわるん大海物語4スペシャル With アグネス・ラム 119ver.』に搭載。
大当たりラウンド終了後のエンディング画面でチャンスタイム回数（ST＋時短）の替わりにアグネス・ラムのサインが表示される演出。保留ランプが点滅し、大当たりラウンド終了後はスペシャルアグネスタイムに突入する。

## その他演出
再始動
リーチが外れた際に、中段図柄が再び動き出して大当たりになる演出。ダブルリーチで発生した場合は奇数図柄での大当たりとなる。
昇格スクロール
偶数図柄が揃った直後に図柄が高速に動き出して奇数図柄に昇格する演出。
マリンちゃん2段階
マリンちゃんリーチで偶数図柄が揃った直後、マリンが掛け声とともに中段図柄をビンタして再始動が起き、もう片方のリーチ図柄である奇数図柄揃いの大当たりになる演出。
バウンドストップ
『P大海物語4スペシャル』に搭載。時短中専用演出。
チャンス目（同一図柄が非テンパイ形で液晶画面内に3つ停止）が停止した際に泡前兆予告が発生せずに、図柄がバウンドして停止する演出。この演出が発生すると、時短から確変（大海チャンス）に移行する。
ロングリーチ
ノーマルリーチやスーパーリーチが止まらず長く変動し続ける演出。最長突破当たりに発展する。
法則崩れ
さまざまな予告で発生する。予告なしからスーパーリーチに発展する、魚群予告からノーマルリーチに発展する、大泡予告からスーパーリーチに発展するなどがあり、発生すると大当たり濃厚となる。

## パールフラッシュ
画面上部にある役物。変動時の一発告知としての機能を果たしており、演出が発生した時点で大当たり濃厚となる。大当たりラウンド中やエンディング時の昇格演出としても使用されている。一発告知にはショートとロングの2種類があり、ショートは大当たり濃厚、ロングは奇数図柄での大当たり濃厚となる。

## My海カスタム
『CR海物語3R』にて初登場となったMy海カスタムが搭載されている。演出期待度を変更できる機能となっている。期待度を調整できる項目及び選択肢は以下の通りとなっている。
| 機種                                                     | 魚群期待度                | 一発告知頻度                 | 告知方法              | 前兆予告                       | ぶるぶるチェンジ      |
| -------------------------------------------------------- | ------------------------- | ---------------------------- | --------------------- | ------------------------------ | --------------------- |
| P大海物語4スペシャル                                     | ・50% ・100% ・出現しない | ・ふつう ・100% ・出現しない | ・いつもの ・ひっそり | ・ふつう ・少なめ ・出現しない | ・ふつう ・出現しない |
| PA大海物語4スペシャル With アグネス・ラム                | ・75% ・100% ・出現しない | ・ふつう ・100% ・出現しない | ・いつもの ・ひっそり | ・ふつう ・少なめ ・出現しない | ・ふつう ・出現しない |
| P大海物語4スペシャル BLACK                               | ・50% ・100% ・出現しない | ・ふつう ・100% ・出現しない | ・いつもの ・ひっそり | ・ふつう ・少なめ ・出現しない | ・ふつう ・出現しない |
| Pまわるん大海物語4スペシャル With アグネス・ラム 119ver. | ・50% ・100% ・出現しない | ・ふつう ・100% ・出現しない | ・いつもの ・ひっそり | ・ふつう ・少なめ ・出現しない | ・ふつう ・出現しない |

## 大当たり・確変・時短

### P大海物語4スペシャル
確変ループ機となっており、大当たりラウンド終了後は基本的に奇数図柄大当たりだと確変に突入し、偶数図柄大当たりだと100回または120回の時短に突入する。ただし、偶数図柄で当たってもラウンド中にSUPER LUCKYに昇格する場合がある。本作には2ラウンド確変大当たりは搭載されていない。3・4・1図柄停止が発生すると、昇格スクロールが発生して奇数図柄での大当たりとなる。また、時短中でも内部確変になっていることもあり、その場合は時短終了前までに図柄のバウンドストップが発生し確変（大海チャンス）に突入する。
b時短（遊タイム）が搭載されており、通常確率時に950回消化すると350回の時短に突入する。遊タイム突入の50回転前からカウントダウンが始まる。遊タイム中に大当たりが引けず350回消化すると通常の変動に戻る。その場合は再び950回消化しても遊タイムには突入しない。

### PA大海物語4スペシャル With アグネス・ラム／Pまわるん大海物語4スペシャル With アグネス・ラム 119ver.
ST機となっており、大当たりラウンド終了後は必ず10回のSTと時短に突入する。時短の回数は図柄によって異なる。電サポ回数は基本的に奇数図柄が50回で偶数図柄が25回（119ver.では30回）だが、偶数図柄で当たってもLUCKYのまま昇格演出なしで電サポ50回に突入することがある。大当たり終了後の画面で、チャンスタイム回数（ST＋時短）の代わりにアグネス・ラムのサインが表示されると通常のSTにではなくスペシャルアグネスタイムに突入し、保留玉での大当たり濃厚となる（大当たりする保留玉が点滅する）。点滅している保留玉の前に大当たりする場合もあり、その場合はスペシャルアグネスタイムが継続する。
b時短（アグネス遊タイム）が搭載されており、通常確率時に299回消化すると379回の時短に突入する。遊タイム突入の30回転前からカウントダウンが始まる。BGMは搭載されているイメージソング5曲が順番に流れる。図柄が揃うとアグネス魚群が出現する。アグネス遊タイム中に大当たりが引けず379回消化すると通常の変動に戻る。その場合は再び299回消化してもアグネス遊タイムには突入しない。

### P大海物語4スペシャル BLACK
ロングST機となっており、図柄が揃うと大当たりラウンドに移行する前にプラックパールチャンスに突入する。奇数図柄で当たった場合はSUPER LUCKY以上が確定であり、偶数図柄で当たった場合もSUPER LUCKY以上が当選したり、LUCKYに突入してもラウンド途中でSUPER LUCKY以上に昇格したりすることがある。大当たりラウンド終了後は必ず51回のSTに突入する。STの1回転目から10回転目はブラックパールゾーンに突入する。ブラックパールゾーン終了後はいつものSTに移行し、残り10回転になるとカウントダウンゾーンに突入する。カウントダウンゾーン終了後は電チューサポートが無いSTが1回転ある（泣きの1回）。

## プレミアムラウンド

### P大海物語4スペシャル
- 1回目：いつものラウンド
- 2連荘達成：マリン&ワリン&ウリンが歌う「海物語 〜Go!Go! SEA STORY〜 セカンドシーズン」
- 3連荘達成：マリン With 8代目ミスマリンちゃんが歌う「全力アソビヨリ!」
- 3連荘達成し大当たりラウンド中に選択する（大海ライブラリー）
  - マリンが歌う「海物語 〜Go!Go! SEA STORY〜」
  - マリンが歌う「明日への道しるべ」
  - マリンが歌う「〜春〜 ありがとう」
  - マリンが歌う「〜夏〜 ドキドキ☆サマードライブ」
  - マリンが歌う「〜秋〜 コスモスはぁと」
  - マリンが歌う「〜冬〜 ドットdeマリン.」
  - マリンが歌う「期待100%フラッシュ!」
  - ワリンが歌う「ジャングルツアーLet's GO!!」
  - サムが歌う「ミラクル♥フレンズ」
  - ウリンが歌う「ネバギバ!」
  - マリンが歌う「“Sea” you again」
  - 海物語オールスターズが歌う「Great Sea Parade」
  - マリンが歌う「シューティング☆ジェットコースター」
- 4連荘達成：マリンが歌う「Musical in the Sea 〜大海物語の1日〜」
- 5連荘達成：マリン With 8代目ミスマリンちゃんが歌う「キボウヘ」
- 6連荘達成：マリン&ウリンが歌う「Day & Day」

### PA大海物語4スペシャル With アグネス・ラム／P大海物語4スペシャル With アグネス・ラム 119ver.
- 1回目：いつものラウンド
- 2連荘達成：マリン&ワリン&ウリンが歌う「海物語 〜Go!Go! SEA STORY〜 セカンドシーズン」
- 3連荘達成：マリンが歌う「『だいすき』って気持ち 〜君にはナイショVer.〜」、マリンが歌う「Musical in the Sea 〜大海物語の1日〜」
- 4連荘達成：マリンが歌う「夏色 〜Touch My Heart〜」、マリン&ウリンが歌う「Day & Day」
- 5連荘達成：マリンが歌う「『だいすき』って気持ち 〜ハワイアンバージョン〜 Side A」
- 6連荘達成：マリンが歌う「『だいすき』って気持ち 〜ハワイアンバージョン〜 Side B」
- 10ラウンド大当たり突入：マリンが歌う「きっと。。。魚群」
- 大当たりオープニング時ボタンを10回押す：マリンが歌う「『だいすき』って気持ち 〜君にはナイショVer.〜」

### P大海物語4スペシャル BLACK
- 1回目：いつものラウンド
- 2連荘達成：マリン&ワリン&ウリンが歌う「海物語 〜Go!Go! SEA STORY〜 セカンドシーズン」
- 3連荘達成：マリン With 8代目ミスマリンちゃんが歌う「全力アソビヨリ!」
- 4連荘達成：マリンが歌う「Musical in the Sea 〜大海物語の1日〜」
- 5連荘達成：マリン With 8代目ミスマリンちゃんが歌う「キボウヘ」
- 6連荘達成：マリン&ウリンが歌う「Day & Day」
- 7連荘達成：マリンが歌う「シューティング☆ジェットコースター」
- 8連荘達成：マリンが歌う「〜春〜 ありがとう」
- 9連荘達成：マリンが歌う「期待100%フラッシュ!」
- 10連荘達成：吉野聡留が歌う「Hello, New World」
- 11連荘達成：サイキックラバーが歌う「海☆戦士」
- 大当たりオープニング時ボタンを10回押す：サイキックラバーが歌う「海☆戦士」

## スペック
| 型式                         | 型式                         | P海物語E （P大海物語4スペシャル）                                     | PA大海物語4スペシャル RBA （With アグネス・ラム）                                                          | P大海物語4スペシャル SCA （BLACK） | Pまわるん大海物語4スペシャル RBA （With アグネス・ラム 119ver.）                                           |
| ---------------------------- | ---------------------------- | --------------------------------------------------------------------- | --- | ---------------------------------- | --- |
| 特賞種別                     | 特賞種別                     | デジパチ                                                              | デジパチ                                                                                                   | デジパチ                           | デジパチ                                                                                                   |
| 大当たり確率                 | 通常時                       | 1/319.6                                                               | 1/99.9 | 1/199.8                            | 1/119.8 |
| 大当たり確率                 | 高確率時                     | 1/39.7                                                                | 1/19.5 | 1/40.6                             | 1/19.5 |
| タイプ                       | タイプ                       | ミドル                                                                | 遊パチ | ライトミドル                       | 遊デジ |
| 賞球数                       | 賞球数                       | 3 & 2 & 15 & 3 & 4                                                    | 3 & 2 & 4 & 12                                                                                             | 3 & 2 & 15 & 4 & 2                 | 1 & 2 & 4 & 13                                                                                             |
| ラウンド・カウント数         | ラウンド・カウント数         | 10R・10C                                                              | 10R or 6R or 4R・9C                                                                                        | 10R or 5R or 3R・10C               | 10R or 6R or 4R・10C                                                                                       |
| 大当たりシステム             | 大当たりシステム             | 確変ループ                                                            | ST | ロングST                           | ST |
| 確変突入率                   | 確変突入率                   | 52/100（52%）                                                         | 100/100（100%、ST10回）                                                                                    | 100/100（100%、ST51回）            | 100/100（100%、ST10回）                                                                                    |
| 大当たりの内訳（始動口共通） | 大当たりの内訳（始動口共通） | 10R確変：52% 10R通常：48%                                             | 10R（ST10回+時短90回）：4% 6R（ST10回+時短40回）：60% 4R（ST10回+時短40回）：6% 4R（ST10回+時短15回）：30% | 10R：30% 5R：30% 3R：40%           | 10R（ST10回+時短90回）：4% 6R（ST10回+時短40回）：56% 4R（ST10回+時短40回）：7% 4R（ST10回+時短20回）：33% |
| 大当たり出玉                 | 大当たり出玉                 | 1500個                                                                | 10R：1080個 6R：648個 4R：432個                                                                            | 10R：1500個 5R：750個 3R：450個    | 10R：1300個 6R：780個 4R：520個                                                                            |
| リミット                     | リミット                     | なし                                                                  | なし | なし                               | なし |
| 電サポ                       | 確変                         | 確変大当たり終了後次回まで                                            | 大当たり終了後ST10回                                                                                       | 大当たり終了後ST51回               | 大当たり終了後ST10回                                                                                       |
| 電サポ                       | a時短                        | 電サポ中の通常大当たり終了後120回 非電サポ中の通常大当たり終了後100回 | ST終了後90回・40回・15回                                                                                   | なし                               | ST終了後90回・40回・20回                                                                                   |
| 電サポ                       | b時短（遊タイム）            | 低確率状態を950回消化後350回                                          | 低確率状態を299回消化後379回                                                                               | なし                               | 低確率状態を300回消化後450回                                                                               |
| 保留の数                     | 保留の数                     | 上始動口4個+下始動口4個                                               | 上始動口4個+下始動口4個                                                                                    | 上始動口4個+下始動口4個            | 上始動口4個+下始動口4個                                                                                    |
| 保留の優先消化               | 保留の優先消化               | なし（入賞順に消化）                                                  | なし（入賞順に消化）                                                                                       | なし（入賞順に消化）               | なし（入賞順に消化）                                                                                       |